# Hedareds stavkyrka
Hedareds stavkyrka är en kyrkobyggnad belägen i Hedared mellan Borås och Alingsås. Sedan 2018 tillhör kyrkan Sandhult-Bredareds församling (tidigare Sandhults församling) i Skara stift.
Det är även Sveriges enda bevarade medeltida stavkyrka. Den byggdes i början av 1500-talet.

## Bakgrund
Mycket tyder på att det kan ha funnits (minst) en tidigare kyrka på platsen. Bland annat fann man under en renovering 1934–35 en altartavla som var målad direkt på ytterväggen. Bilden föreställer jungfru Maria kröning och antas vara från slutet av 1300-talet. På grund av typen daterade man länge denna kyrka till 1200-talet (Emil Eckhoff: Svenska Stavkyrkor), men ny forskning och bruk av årsringdatering har fastställt att timret som använts höggs först 1501 (+2/-3 år). På grund av timrets torktid tillkommer 2–3 år efter avverkningen innan timret kan användas. Kyrkan kan således vara byggd tidigast två år senare. Detta fastställs även av ett biskopsbrev från 1506, där kyrkans uppbyggnad omtalas. Kyrkan undgick rivning på 1800-talet, då krav ställdes på en sammanbyggnad med Sandhults församling. I stället fick Hedared bli kapellförsamling och behålla sin kyrka. Man motstod även propåer om att sälja den.
Museiföreningen Kulturen visade intresse att köpa kyrkobyggnaden och flytta byggnaden till Lund. I stället köptes Bosebo gamla kyrka för att uppföras på friluftsmuseet i Lund.

## Kyrkobyggnaden
Hedareds stavkyrka är en liten enskeppig långkyrka av samma typ som Haltdalens stavkyrka i Norge och tillhör som sådan de enklaste stavkyrkorna. Den består av skeppet och ett litet kor med rak avslutning förbundet till östväggen. Ytterväggarna utgörs av konvexa ekplankor (stavplankor), som hålls samman av traditionella vertikala stolpar (hörnstavar) och syll.
Fram till 1600-1700 hade kyrkorummet endast jordgolv och saknade fönster. Vid en ombyggnad tillkom fönster, trägolv, läktare och predikstol. Målningarna i skeppet är utförda i bondbarock år 1735 av Johan Ehrenfrid. Under en renovering 1781 försågs kyrkan med ett nytt vapenhus, som emellertid revs igen under en ny renovering 1901, då riksantikvarien önskade återställa kyrkan i ett mer ursprungligt skick. Vid restaureringen 1935 återställdes den enkla 1700-talsinredningens. Även 1995–1997 blev kyrkan renoverad.
Kyrkorummet har en helt intakt inredning från 1700-talet och kyrkogården har kvar sin medeltida rundade form. Klockstapeln är av okänd ålder.

## Inventarier
- Endast cuppan till en dopfunt av sandsten, tillverkad omkring år 1300 med höjden 73 cm, återstår. Den är cylindrisk, har obetydligt skrånande sidor och undersida och är helt odekorerad. Uttömningshål saknas. Den hade länge legat i kyrkogårdsmuren och har omfattande skador. Står nu på en nygjord sockel av granit.[2]
- Madonnaskulptur från 1200-1300-talets senare del, utförd i ek. Höjd 68 cm. Anses vara ett nederländskt arbete, där Maria och Kristusbarnet är skurna tillsammans. Skulpturen har skador där bland annat Maria saknar vänster hand och all färg är utplånad.[3]
- Medeltida träskulptur gjord på medeltiden av en svensk skulptör som avbildar Franciskus av Assisi.
- Altartavlan har målats direkt på väggen och är utförd strax efter att kyrkan uppfördes i början av 1500-talet.[4]
- Ett franskt krucifix som härstammar från 1100-talet.
- Nattvardskalken från 1200-talet är en av Västergötlands äldsta.

### Orgel
Den gamla orgeln var från 1966 och var  tillverkad av A. Magnusson Orgelbyggeri AB och hade fyra stämmor och en manual (ingen pedal). Men 2016 installerades en digital orgel med två manualer och pedal, som har 30 stämmor.

## Interiörer

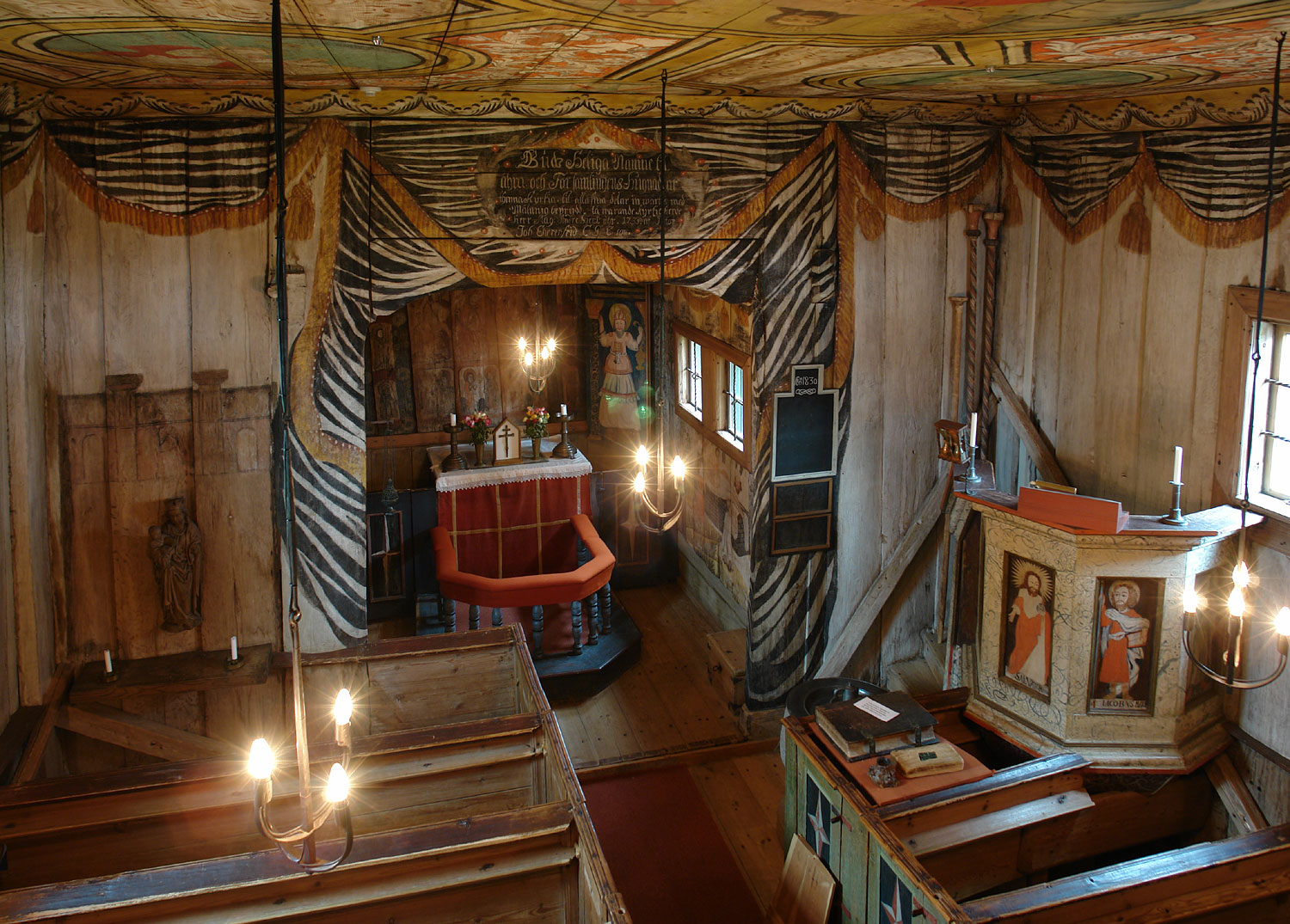
Interiör mot koret.
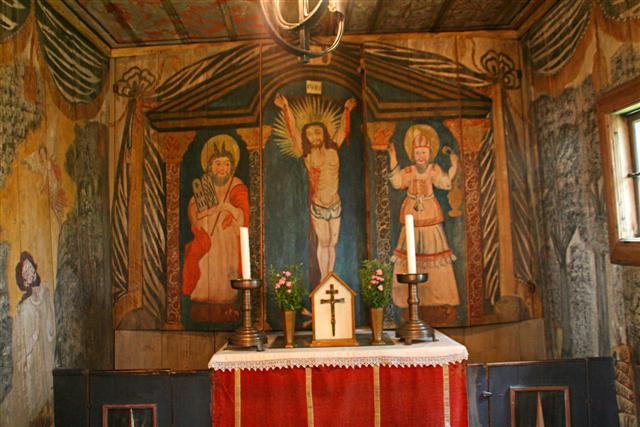
Koret med altaret.
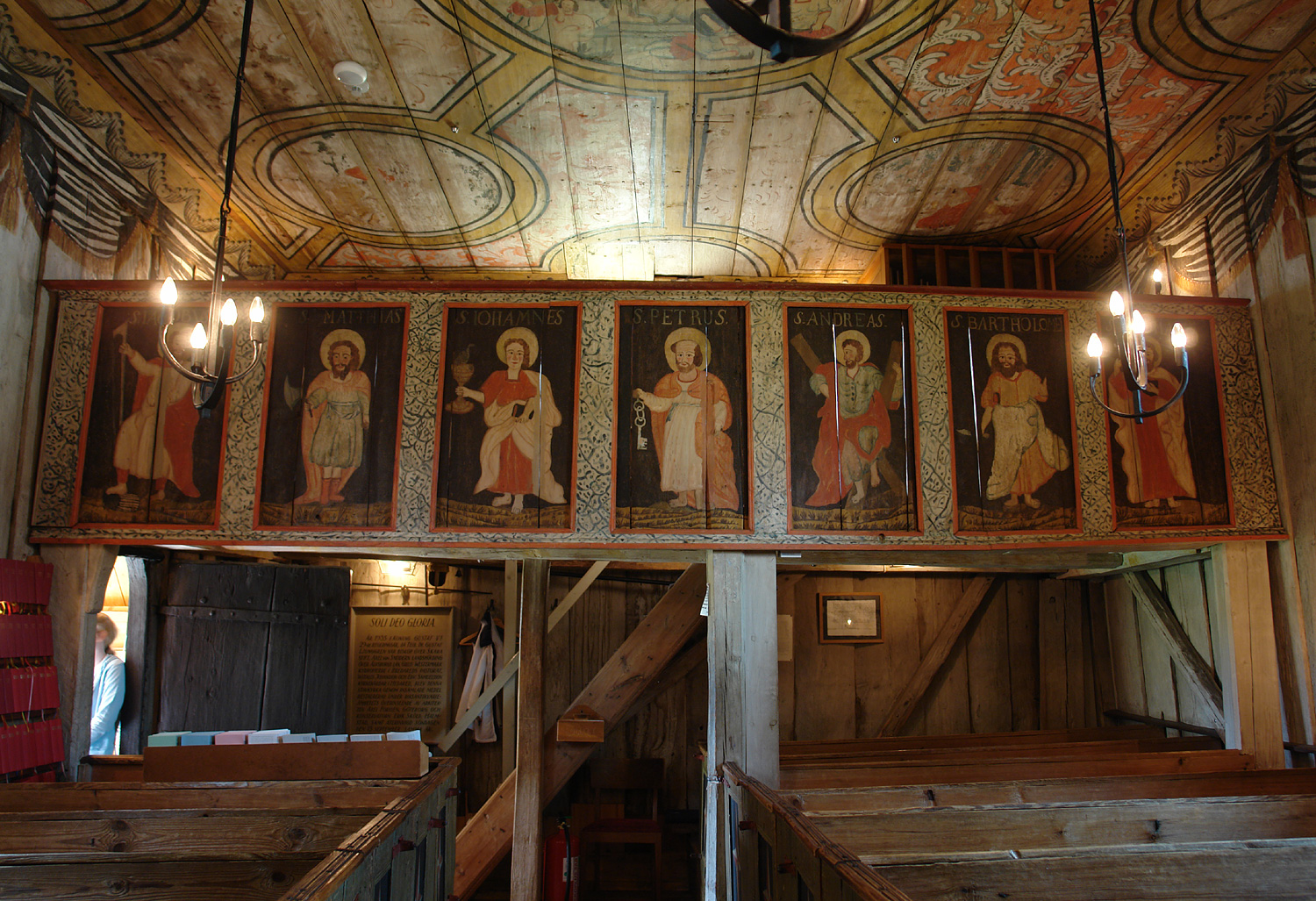
Läktaren.
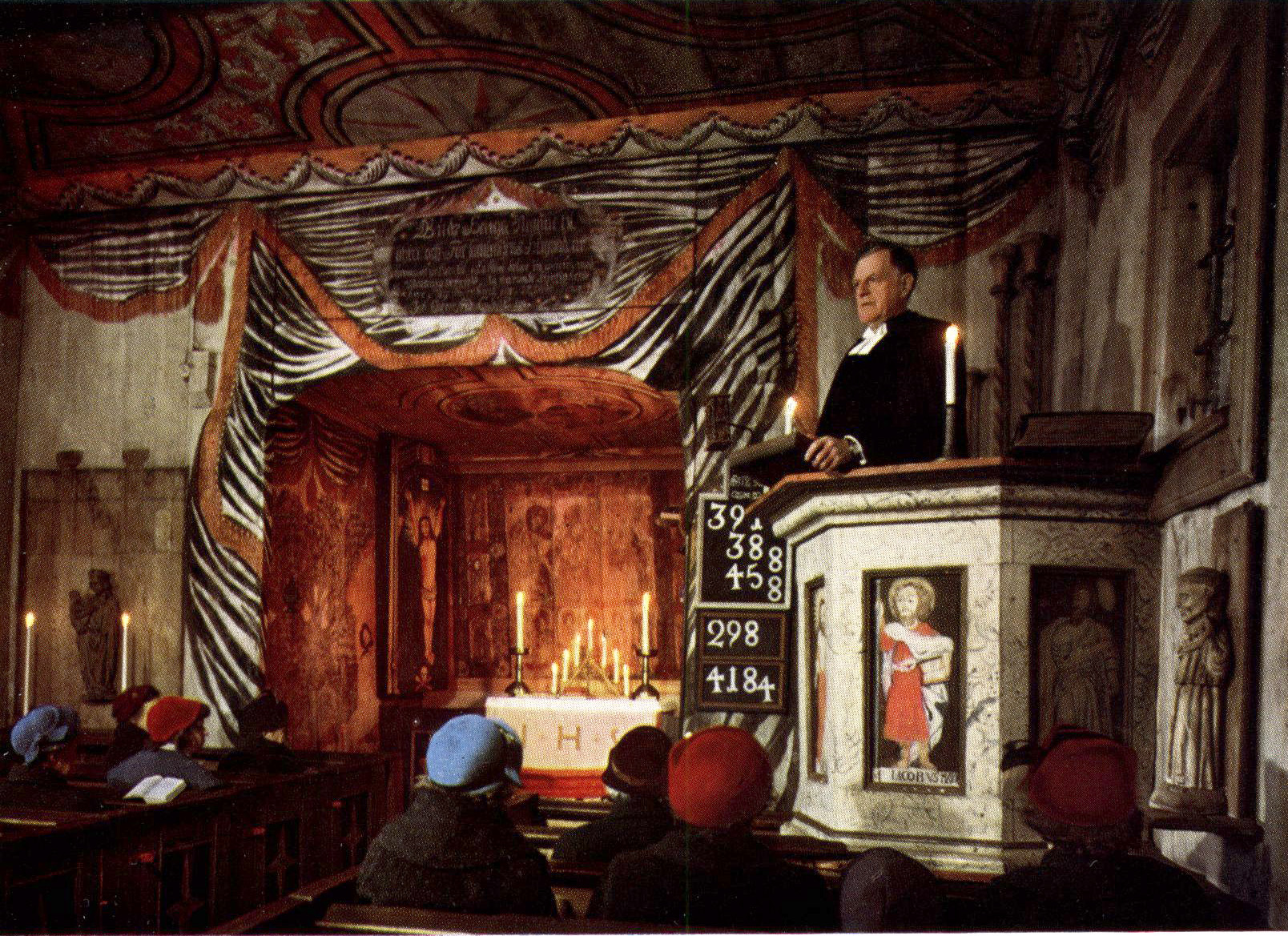
Gudstjänst 1958 med bl.a. 1500-tals målningar i bakgrunden.

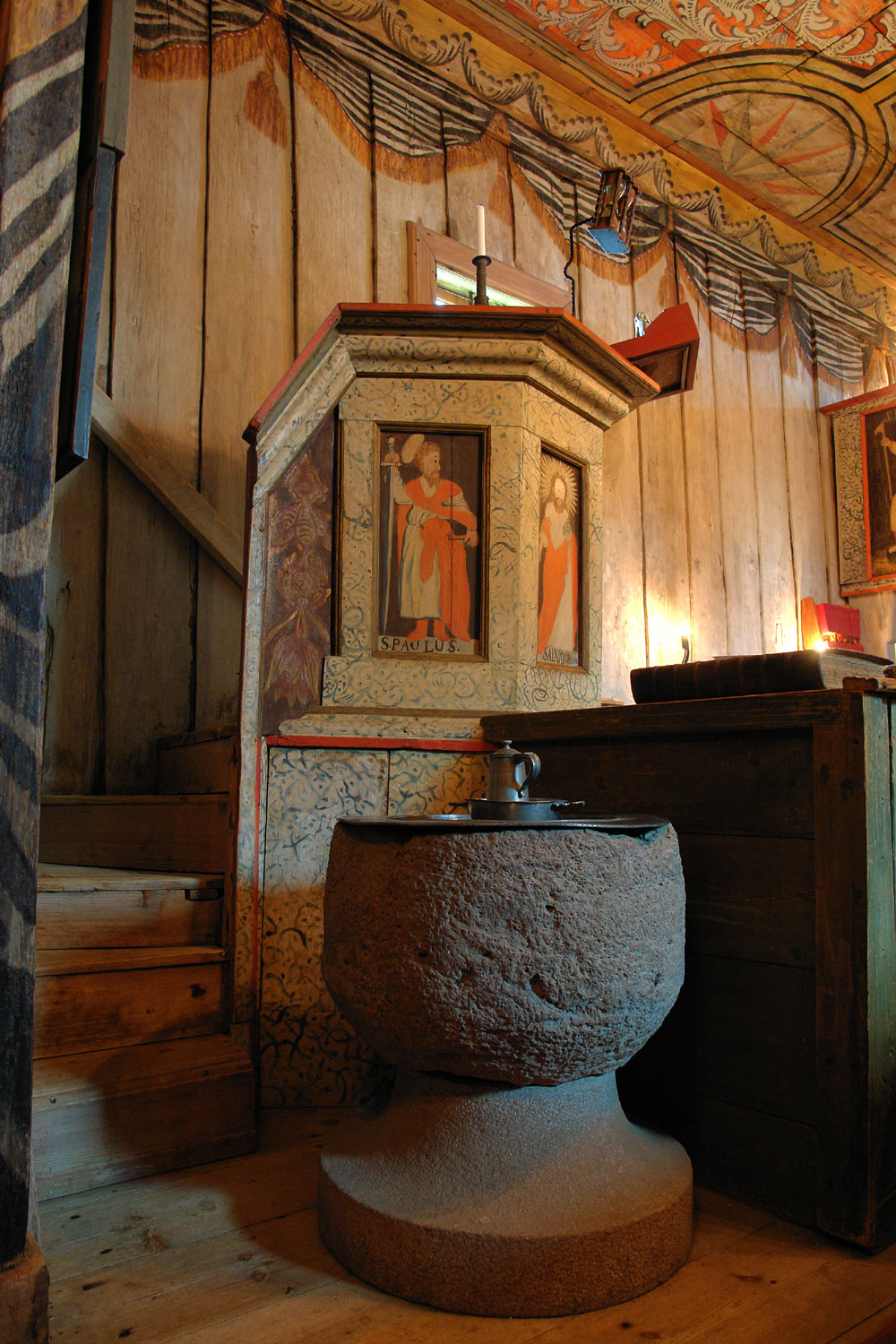
Dopfunt och predikstol.
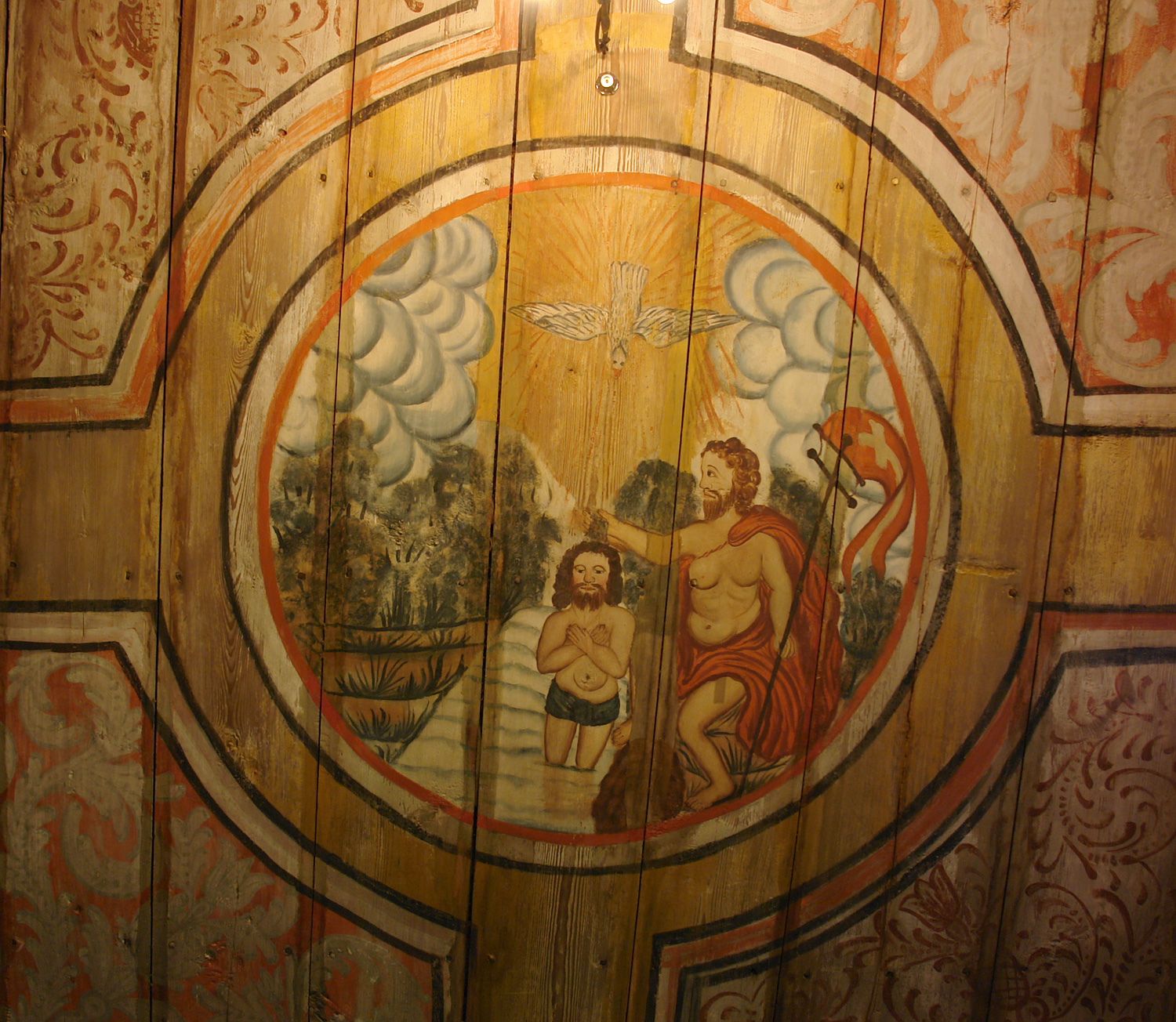
Jesu dop.
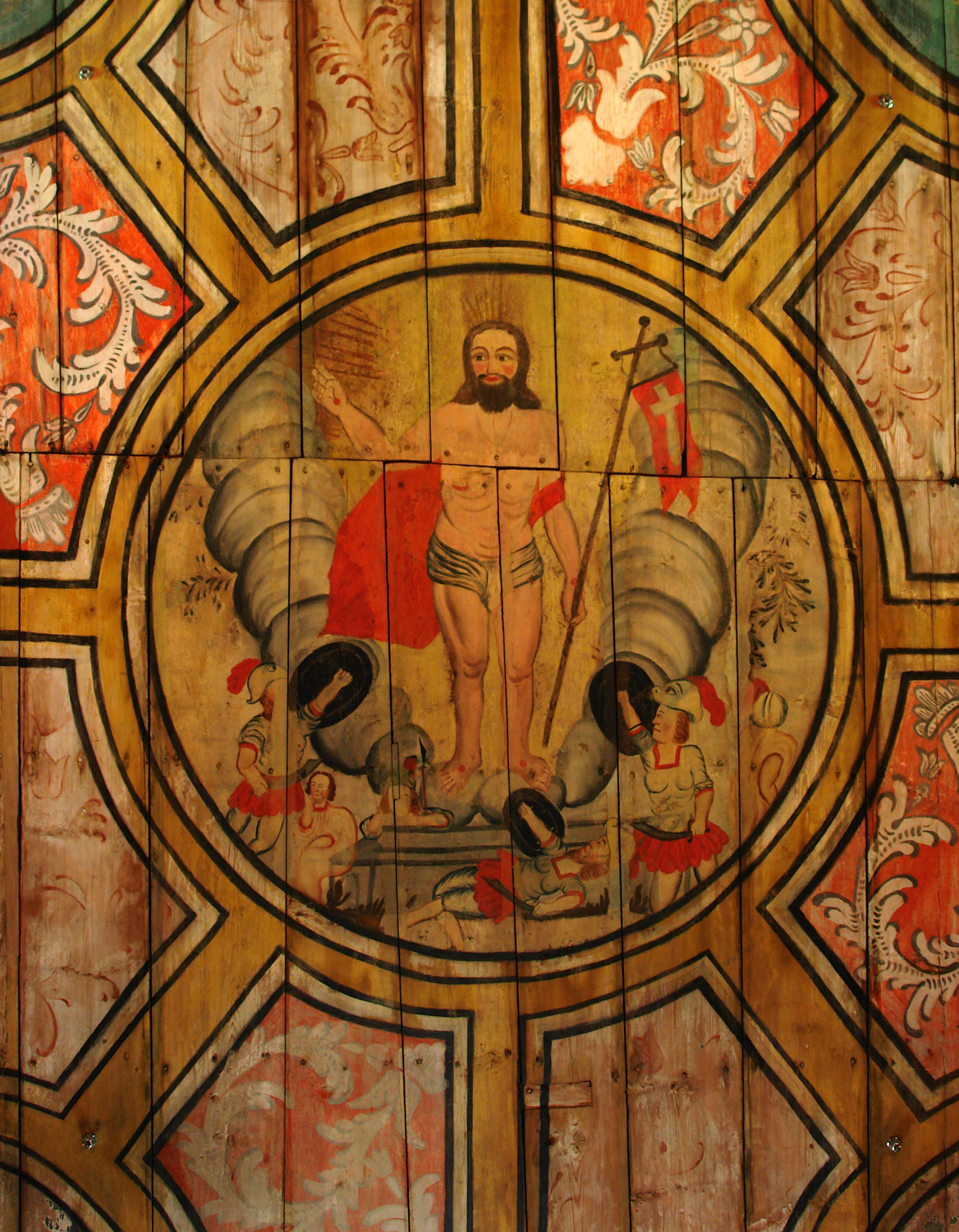
Takmålning: Kristi uppståndelse.
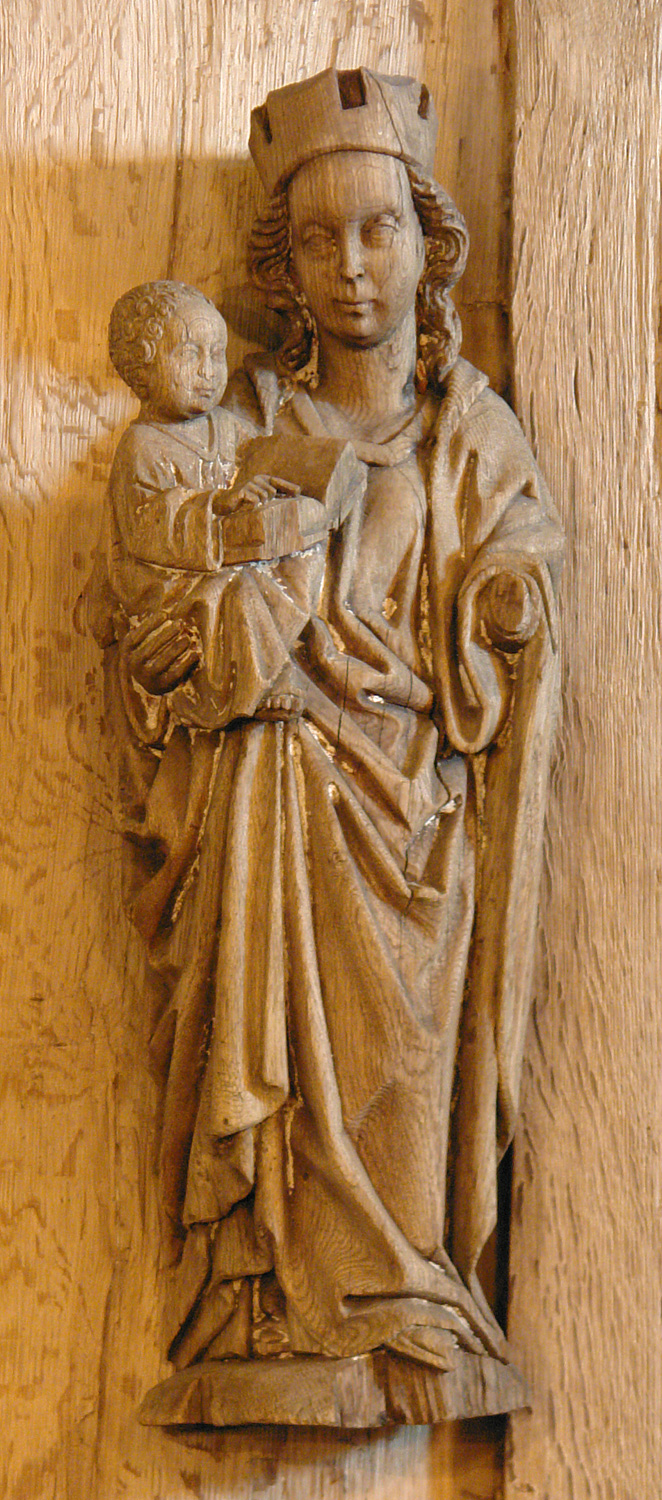
Madonnan.
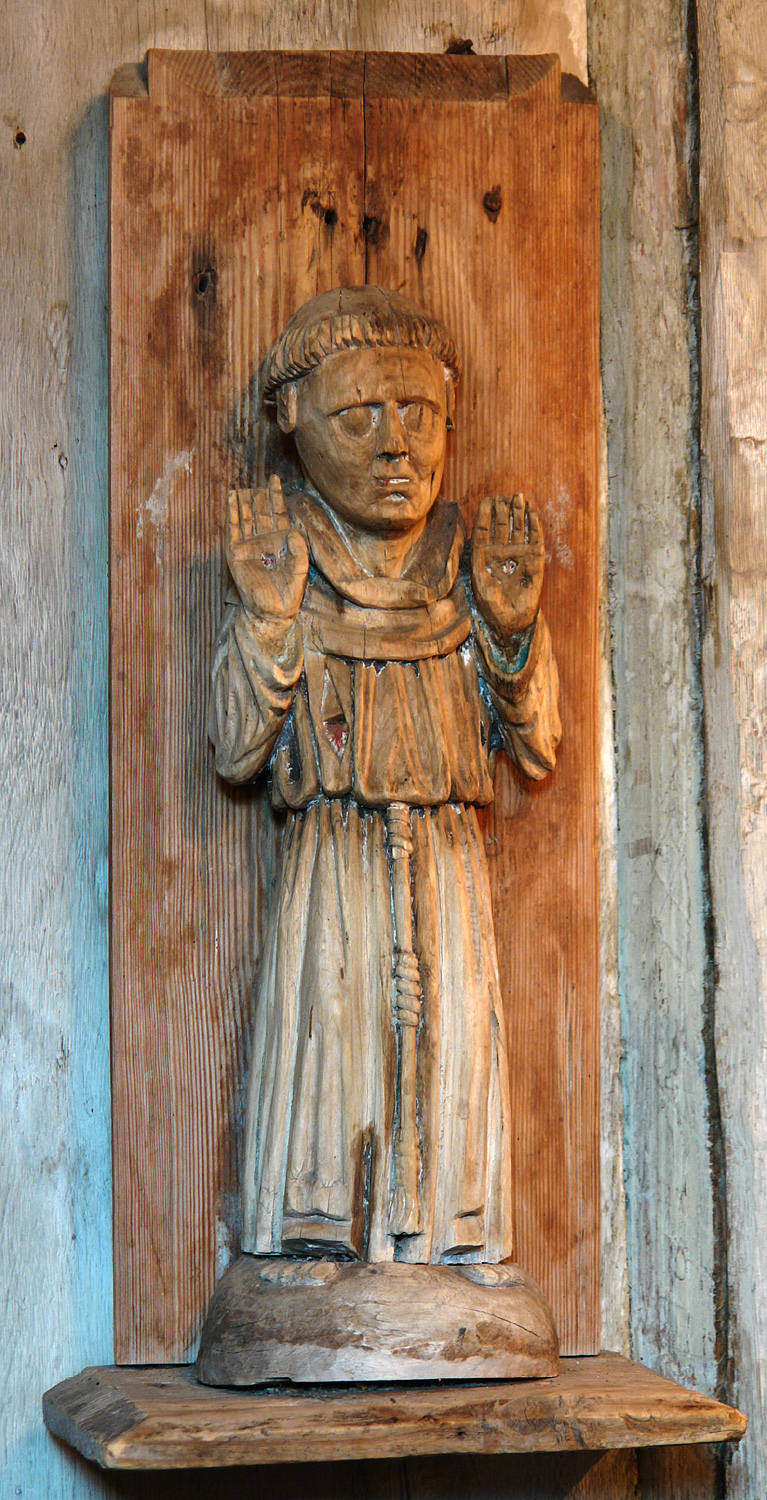
Franciskus av Assisi.

### Målningar från 1500-talet

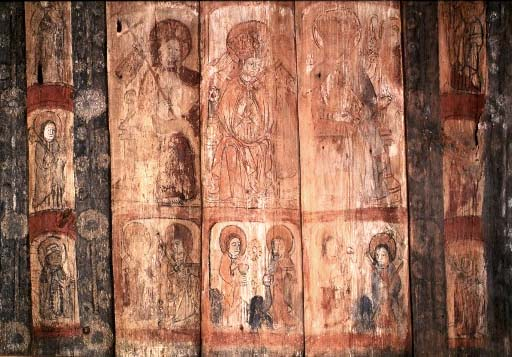
Altartavla från början av 1500-talet, målad direkt efter att kyrkan är uppförd.
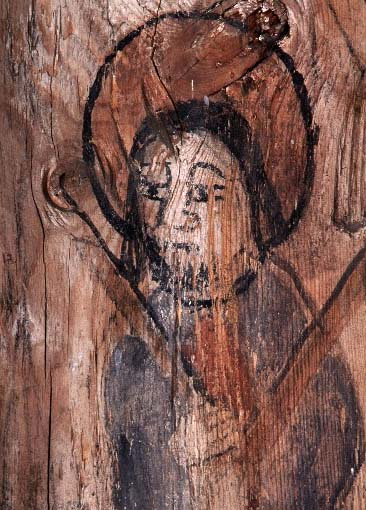
Johannes
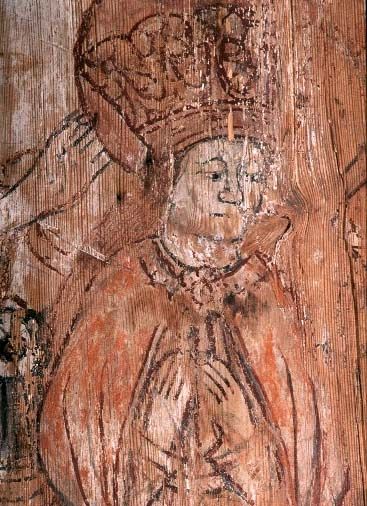
Maria
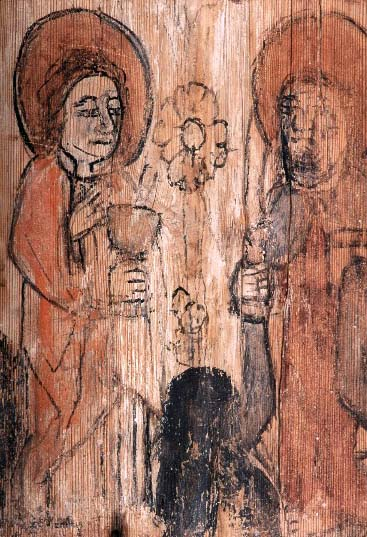
Johannes evangelisten och Bartolomeus
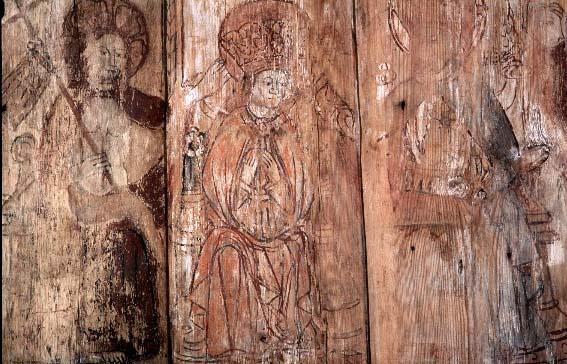
Marie kröning
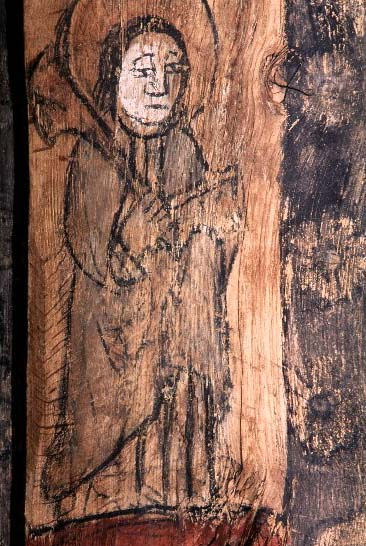
Apostel
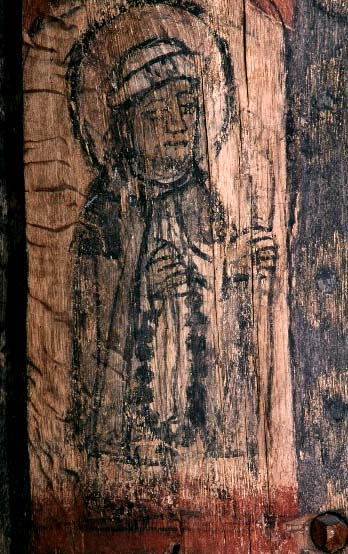
Helgon med stav och radband.